# Lau Pakam
Lau Pakam is een bestuurslaag in het regentschap Karo van de provincie Noord-Sumatra, Indonesië. Lau Pakam telt 3395 inwoners (volkstelling 2010).